# Dicopus lilliput
Dicopus lilliput är en stekelart som beskrevs av Mathot 1972. Dicopus lilliput ingår i släktet Dicopus och familjen dvärgsteklar. Inga underarter finns listade i Catalogue of Life.